# Gandgarh
Gandgarh és una serralada de muntanyosa del Pakistan, província de Panjab, als districtes de Rawalpindi i Hazara i adjacents, considerats la part occidental de la serralada sub Himàlaia. La part nord cap a la vall del Chach, està ben cultivada a les seves faldes, però la resta era muntanyós i poc fèrtil tot i estar regat per diversos tributaris del riu Haroh.